# 妻沼村
妻沼村（めぬまむら）は、埼玉県幡羅郡・大里郡に存在した村。現在の熊谷市大字妻沼などにあたる。
妻沼町は1913年（大正2年）に新設合併によって発足したもので、本村とは別の自治体である。

## 地理
- 川：利根川

## 歴史

### 沿革
- 1889年（明治22年）4月1日 - 町村制施行により幡羅郡妻沼村が発足。弥藤吾村と町村組合を結成し、妻沼組合村となる。
- 1896年（明治29年）4月1日 - 郡制の施行のため、所属郡が大里郡に変更。
- 1913年（大正2年）4月1日 - 妻沼組合村2村が合併し、改めて妻沼町が発足。同日妻沼村廃止。